# Jaroslav Valenta (YMCA)
Jaroslav Valenta (8. února 1911 v Praze – 24. října 1942 v KT Mauthausen) byl sekretářem Akademické YMCA , za protektorátu byl členem ilegální organizace Ústřední vedení odboje domácího (ÚVOD). Spolu s Dr. Jaroslavem Šimsou a řadou dalších se podílel na vytvoření odbojové organizace Petiční výbor Věrni zůstaneme (PVVZ). Úzce spolupracoval s Prof. Vladimírem Krajinou a s JUDr. Rudolfem Marešem.

## Odbojová činnost
Ilegální činnost odbojářů pocházejících z okruhu vedoucích funkcionářů organizace YMCA měla dva směry:
- Pomáhali organizovat odbojovou činnost v centru PVVZ a ÚVOD.
- Založili a přímo řídili domažlickou a turnovskou místní skupinu PVVZ.

Výrazná aktivita v odboji od jeho počátku patřila dvěma sekretářům YMCA – Dr. Rudolfu Marešovi a Dr. Jaroslavu Valentovi. Oba se podíleli na zabezpečení radiového spojení s Londýnem.
Po zatčení podplukovníka Josefa Balabána (22. dubna 1941) a Dr. Václava Holého  (23. dubna 1941) se na jaře roku 1941 dostali Jaroslav Valenta a Rudolf Mareš do bližšího odbojového kontaktu s Vladimírem Krajinou. Po zatčení podplukovníka generálního štábu Štěpána Adlera (7. prosince 1939) se stal Rudolf Mareš odpovědným za ilegální rádiové spojení domácího odboje s exilovou vládou v Londýně. Bylo hlavně Marešovou a Valentovou zásluhou, že se spojení s Londýnem podařilo udržet (byť s občasnými výpadky) až do přepadení SSSR Německem (22. června 1941) a i po tomto datu.
Jaroslava Valentu získal pro odboj Jaroslav Šimsa (obdobně jako Rudolfa Mareše). V odboji mu byly zpočátku svěřovány organizační úkoly: na jaře 1939 pomáhal zakládat jádro turnovské odbojové skupiny a v srpnu 1939 se (tehdy ještě se Šimsou) účastnil založení domažlické skupiny PVVZ. Po Šimsově zatčení (27. února 1940) se na jaře 1940 Valenta zapojil do odbojové práce blíže centra: jeho úkolem bylo opatřovat zpravodajské informace z území Sudet (hlavně ve spolupráci s turnovskou skupinou) a díky kontaktům s domažlickou skupinou se angažoval také v dramatické akci "útěk Jana Smudka" (viz dále).
Pro potřeby zabezpečení vysílačky ÚVOD začal Valenta spolupracovat více s Rudolfem Marešem od jara 1941. Jednalo se o získávání bytů, kam bylo možno vysílačku umístit. Oba Ymkaři se v tomto směru obraceli na skupinu poštovních zaměstnanců PVVZ (v čele s Antonínem Kuličkou) a to především s úkolem vybudovat záložní vysílací stanici. Tato jednání se odehrála koncem července 1941 (nebo počátkem srpna 1941). 

### Jaroslav Valenta a Vladimír Krajina
Během roku 1942 Valenta šifroval zprávy, které pak radiotelegrafisté napojeni na Vladimíra Krajinu vysílali do Londýna. Zprávy dodával Jaroslavu Valentovi (a do února 1941 i Jaroslavu Šimsovi) JUDr. Vladimír Klouda – advokát (rodinná kancelář se nacházela na adrese: Malostranské náměstí 38/24, 118 00 Praha – Malá Strana stejně jako spořitelna), který je dostával od ministerského rady JUDr. Karla Strnada – pracovníka hospodářské správy z kanceláře prezidenta republiky na Pražském hradě (ten do spořitelny chodil v rámci své pracovní náplně). Některé zprávy se dostávaly k Valentovi přes člena ilegální organizace ÚVOD Václava Černého. Spojení mezi Valentou a Krajinou zprostředkovávala spolupracovnice ÚVODu Zdeňka Paková v roli "spojky". 

### Jaroslav Valenta a Jan Smudek
V souvislosti s útěkem odbojáře Jana Smudka za hranice protektorátu (konec března roku 1940) do Jugoslávie je často zmiňována pomoc Jaroslava Valenty. Po příjezdu Jana Smudka do Prahy (27. března 1940) se prostřednictvím Dr. Jaroslava Valenty podařilo navázat kontakt Smudka s odbojem. Některé prameny lakonicky uvádějí, že Jaroslav Valenta dovedl Jana Smudka do konspirační kanceláře v Jungmannově ulici. Jiné prameny uvádějí, že po příjezdu do Prahy vyhledal Smudek okamžitě v paláci YMCA Jaroslava Valentu s žádostí o pomoc. Valenta se snažil zajistit celostátně hledanému Smudkovi v Praze bezpečné ubytování a současně organizoval jeho odjezd za hranice s využitím transportní linky vojenského odboje. Valentovi se ale ubytování nedařilo sehnat. Smudek strávil dvě noci v pražských nočních podnicích.  Konečně 29. března 1940 večer odvedl Jaroslav Valenta Jana Smudka do konspiračního střediska ve Vodičkově ulici. Odtud následujícího dne v 6 hodin ráno nastoupil Smudek svoji úspěšnou cestu do bezpeční za hranice protektorátu.

### Aktivity v paláci YMCA
Po 15. březnu 1939 se z řad Akademické YMCA rekrutovalo mnoho odbojářů. Palác YMCA byl od počátku okupace místem ilegálních (konspiračních) schůzek. Nějaký čas byl v budově tištěn ilegální časopis Český kurýr a také několik čísel nelegálního časopisu V boj. Kromě toho se tu tiskla i řada dalších nelegálních letáků. Na této činnosti se podíleli Jaroslav Valenta, Jaroslav Šimsa, zřízenec Josef Ungr (rozmnožoval texty), Vojtěška Ječmenová (úřednice, která přepisovala texty na rozmnožovací blány určené pro cyklostyl) a sekretář Akademické YMCA Rudolf Mareš (distribuce výtisků).

### Zatčení Jaroslava Valenty
Po zatčení Jaroslava Šimsy gestapem (27. února 1940), docházel Jaroslav Valenta (s vědomím manželky Jaroslava Šimsy – Marie Šimsové) do Šimsova bytu (na adrese: 5. května 856/58, 140 00 Praha 4 – Nusle). Tady v Šimsově pracovně šifroval depeše a přepisoval je na psacím stroji. Také v tomto bytě nejspíš ukrýval nějaký čas ilegální vysílačku anglické výroby a vodil sem další odbojáře.
Jaroslav Valenta byl zatčen gestapem za stanného práva při heydrichiádě 28. května 1942 v 04:30 při prohlídce Šimsova bytu. Gestapu sice předložil falešný průkaz totožnosti (na jméno Stanislav Zeman), ale nebyl v bytě hlášen. (Gestapo nejspíše znalo jeho falešné jméno). V době zatčení stál v místnosti na zemi objemný kufr křiklavě modré barvy (v něm se ukrávala vysílačka) a muž, hovořící pouze anglicky. Gestapo prověřilo i jeho totožnost a protože doklady tohoto Angličana byly v pořádku, odvedli pouze Valentu, aniž by věnovali pozornost kufru. Vysílačka v kufru zůstala v Šimsově bytě ještě nějaký čas poté. Nakonec ji Šimsova sekretářka (na pokyn z Londýna) odnesla na nábřeží Vltavy a utopila kdesi pod železničním mostem.
Od 28. května 1942 byl Valenta krutě vyslýchán v Petschkově paláci. Během výslechu se pokusil neúspěšně o sebevraždu. Zavražděn byl v KT Mauthausen 24. října 1942.

## Rodiče Jaroslava Valenty
Rodiče Jaroslava Valenty (Josef Valenta a Jaroslava Valentová) bydleli na adrese: Praha 3, Přemyslovská 1406/3 (tehdy Pschemisl-Strasse). Zde byli dne 28. května 1942 zatčeni. Za necelé dva týdny (v úterý 9. června 1942 v 18:30) byli oba zastřeleni na Kobyliské střelnici v Praze. (viz seznam popravených toho dne)

## Pamětní deska v paláci YMCA

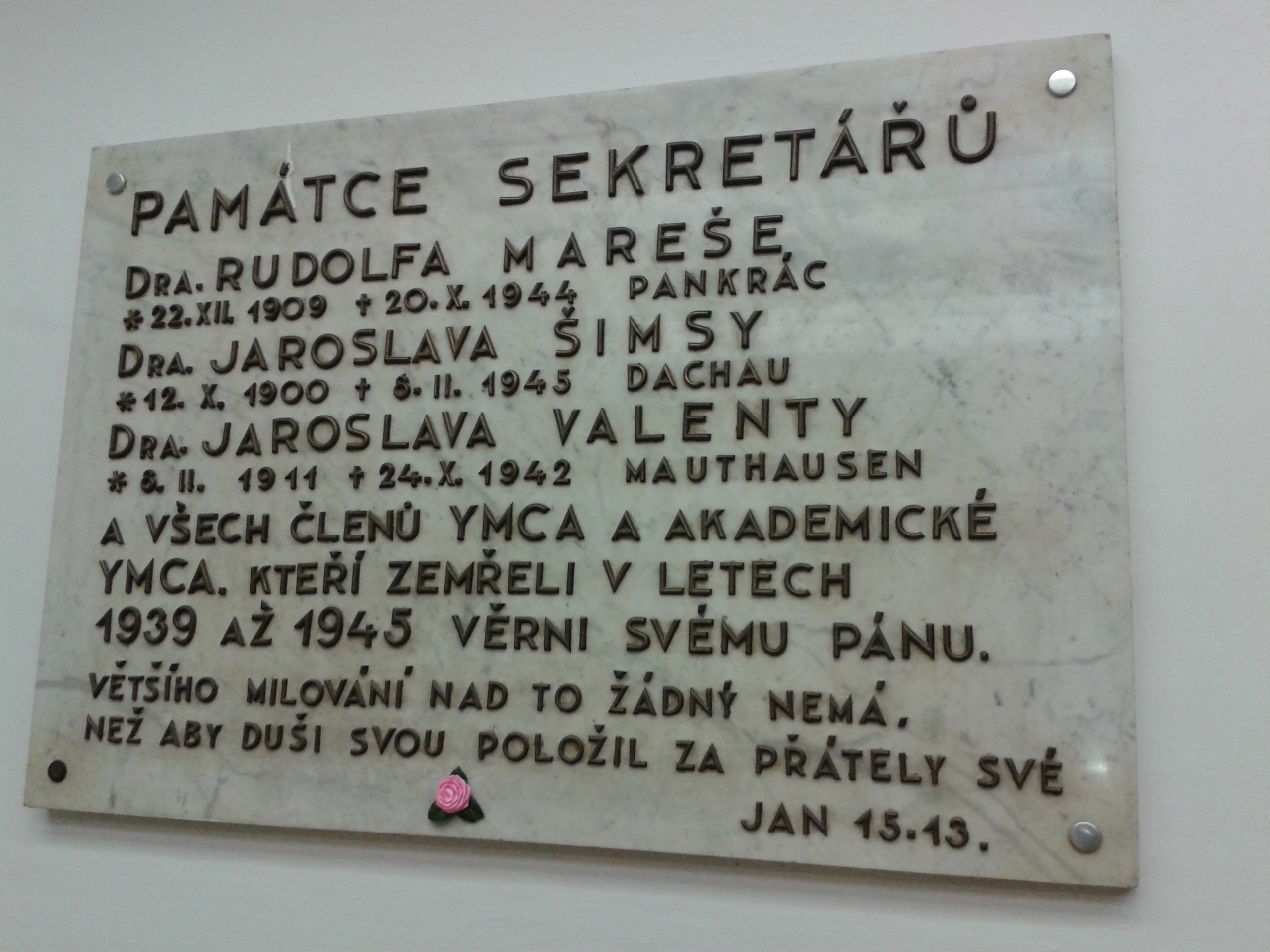
Pamětní deska sekretářům YMCA v paláci YMCA

Pamětní deska "Obětem 2. světové války" je umístěná ve vestibulu paláce YMCA (v budově na adrese: Na Poříčí 1041/12; 110 00 Praha 1 – Nové Město). Pamětní deska připomíná tři sekretáře organizace YMCA, kterými byli: Rudolf Mareš (1909–1944), Jaroslav Šimsa (1900–1945) a Jaroslav Valenta (1911–1942), kteří zemřeli v letech nesvobody 1939 až 1945 a kteří se účastnili protinacistického odboje.